# Euroasiáticos orientales antiguos
Los euroasiáticos orientales antiguos, también conocidos como antiguos euroasiáticos del este son una antigua población o componene arqueogenético identificado mediante genética de poblaciones que fue introducido para describir la ascendencia genética y la relación filogenética de diversas poblaciones que viven principalmente en la región del Asia-Pacífico, pertenecientes al "clado euroasiático oriental" de la diversidad genética humana, y que puede asociarse con la ola del paleolítico superior inicial (PSI), que siguió a la migración fuera de África (hace más de 60 mil años).

## Dispersión

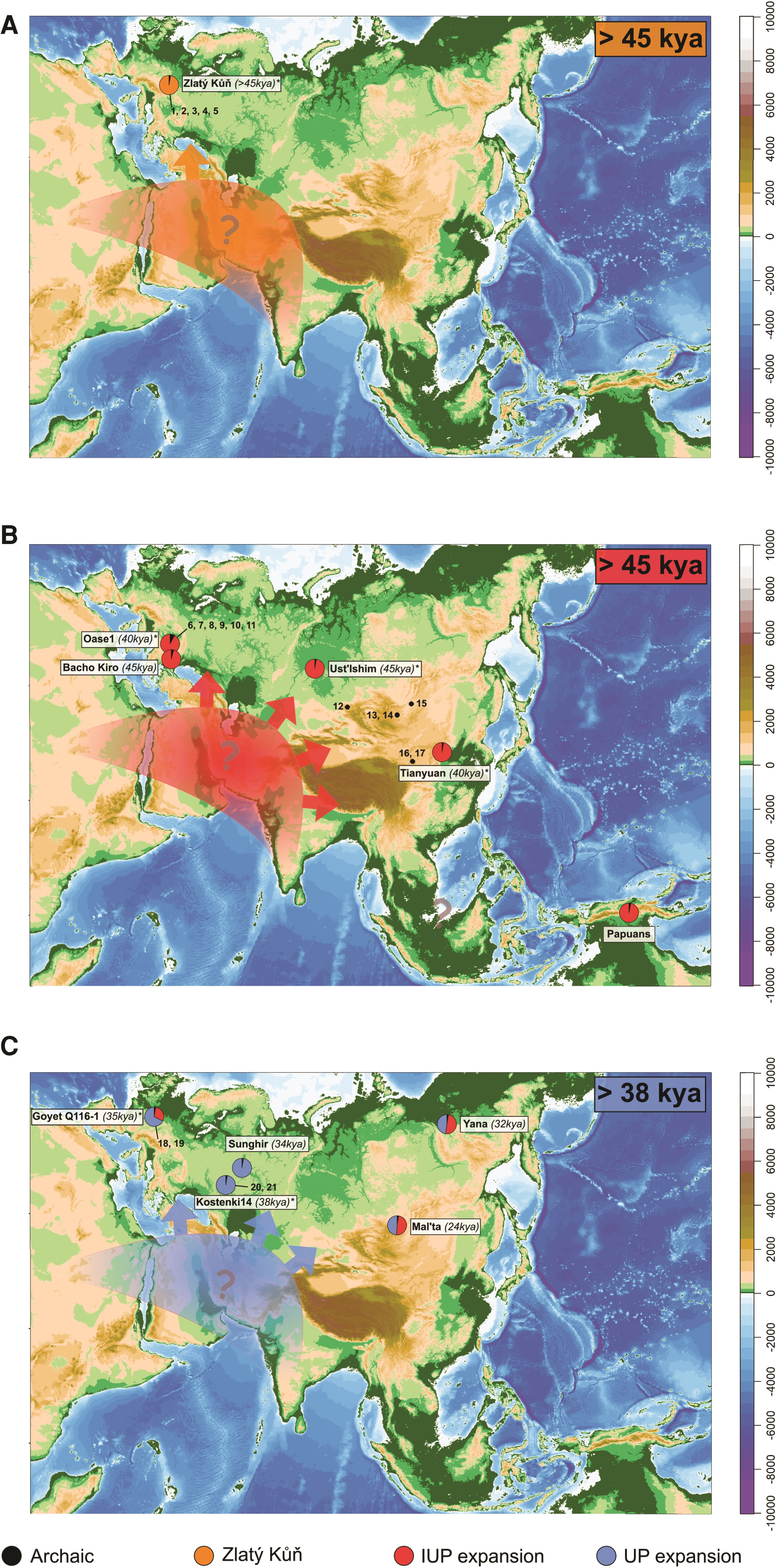
Expansiones repetitivas hacia Eurasia desde un centro poblacional OoA. Muestras representativas datadas entre 45 y 40 ka en Eurasia pueden atribuirse a un movimiento poblacional con características genéticas uniformes y cultura material consistente con una afiliación al PSI.

Se sugiere que los humanos modernos de la ola del Paleolítico Superior Inicial (PSI) se expandieron desde un centro poblacional a través de un patrón de expansión en forma de estrella (>45 mil años atrás), y están vinculados a la línea "Este Euroasiático", ampliamente ancestral para las poblaciones modernas en Eurasia Oriental, Oceanía y las Américas, notablemente los asiáticos orientales, los asiáticos surorientales, los indígenas siberianos, los aborígenes australianos, los papúes, los isleños del Pacífico y principalmente los indígenas americanos, y en parte en los pueblos del sur de Asia y los asiáticos centrales. Mientras que ciertas poblaciones del Paleolítico Superior Inicial representadas por especímenes hallados en Asia Central y Europa, como el Hombre de Ust'-Ishim, Bacho Kiro o Oase 2, se infiere que utilizaron rutas interiores, se cree que los ancestros de todas las poblaciones modernas del Este Euroasiático usaron una ruta de dispersión meridional a través del sur de Asia, donde posteriormente divergieron rápidamente.
Los euroasiáticos orientales antiguos divergieron de los euroasiáticos occidentales antiguos hace unos 46 000 años y comenzaron a diversificarse hace 45 000 años. Esta divergencia probablemente ocurrió en la meseta irania.

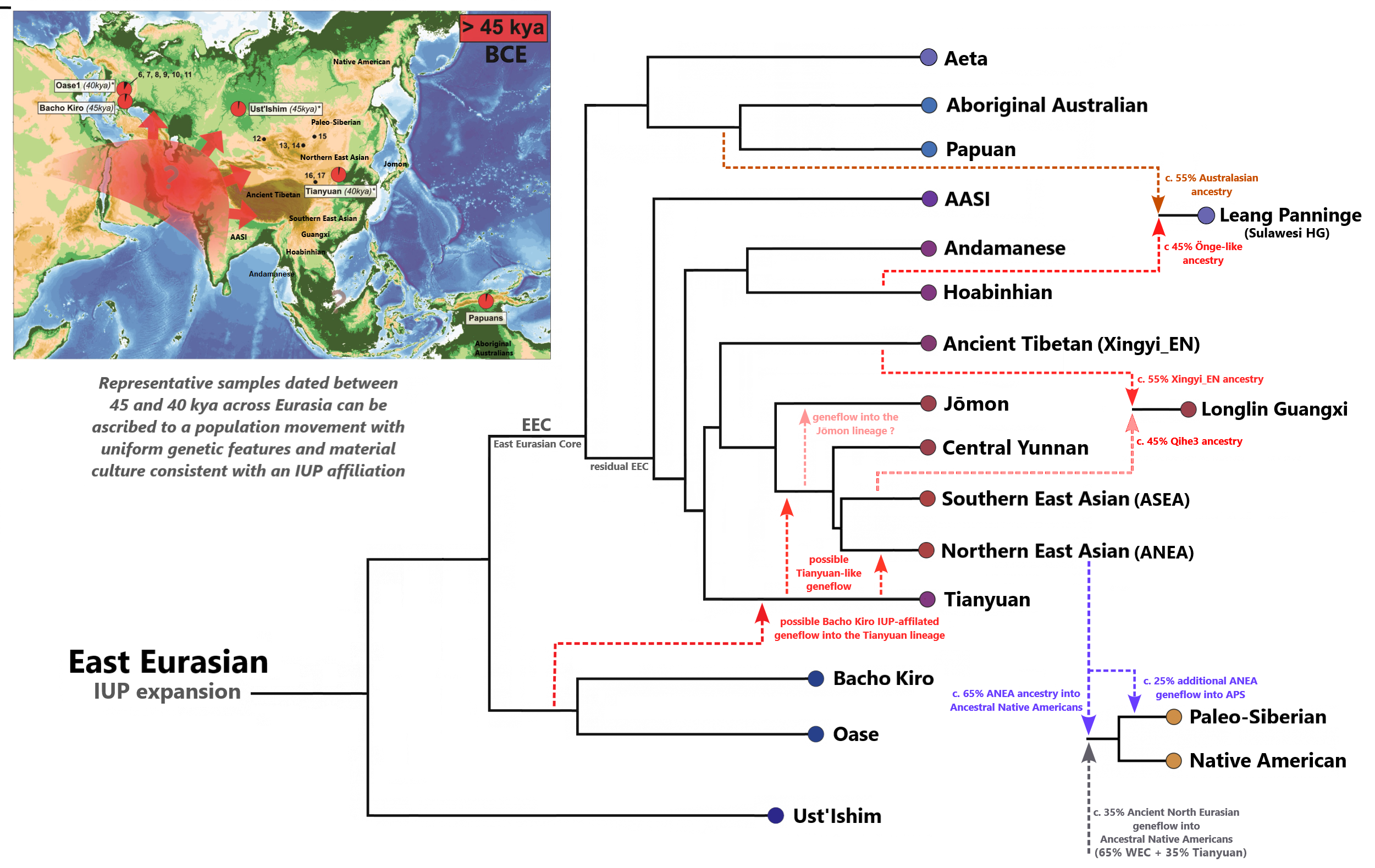
Modelo inferido para la subestructura filogenética de las poblaciones euroasiáticas orientales.

## Linajes
Los principales linajes de ascendencia euroasiática oriental que contribuyeron a las poblaciones humanas modernas incluyen los siguientes:
- Linaje australasiático — se refiere a una población ancestral que contribuyó principalmente a las poblaciones humanas de una región que incluye Australia, Papúa, Nueva Zelanda, islas vecinas del océano Pacífico Sur y partes de Filipinas. Representado por los australasianos actuales, como los papúes y los aborígenes australianos, así como los negritos filipinos.
- Linaje ancestral de India meridional — se refiere a una población ancestral que contribuyó principalmente a los indígenas del sur de Asia. Parcialmente representado por individuos de Periferia del Indo de hace entre 5000 y 1500 años, así como por los surasiáticos modernos. Mayor presencia entre los grupos tribales del sur de la India como los paniya y los irula. Si bien el linaje a veces está representado por los distantes pueblos andamaneses, que sirven como un proxy imperfecto, los grupos andamaneses están genéticamente más cercanos al hombre Tianyuan 'basal del este asiático'.[15][16]
- Linajes asiáticos oriental y suroriental — se refiere a una población ancestral que contribuyó principalmente a los humanos que viven en Asia oriental y sudoriental, gran parte de la Oceanía remota, así como Siberia y las Américas. Representado por especímenes antiguos de Tianyuan y hoabinianos, así como por asiáticos orientales y sudorientales actuales.

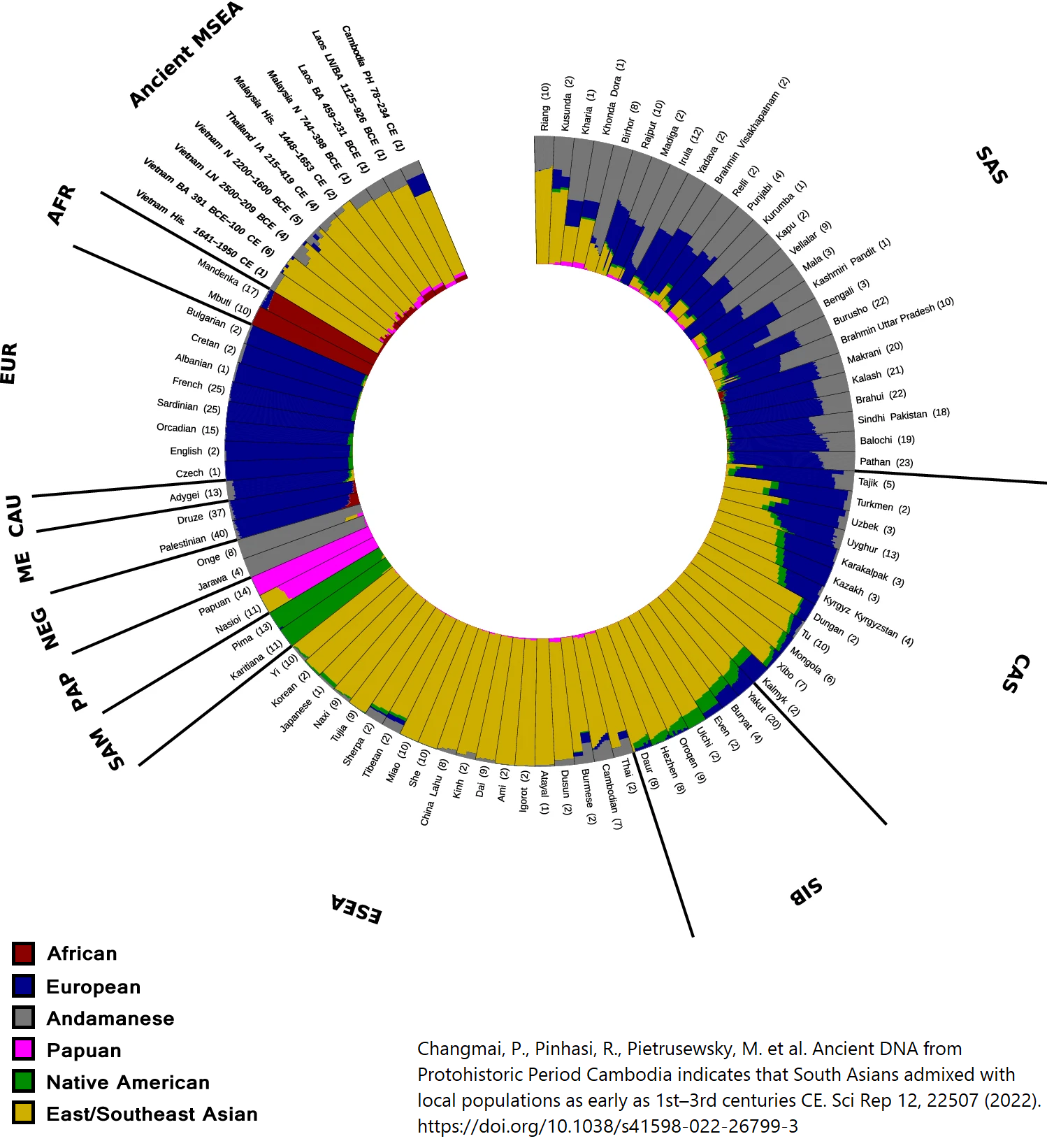
Componentes de ascendencia estimados entre poblaciones modernas seleccionadas según Changmai et al. (2022).

 El linaje australasiático, el linaje ancestral indio del sur y el linaje del este y sureste asiático muestran una relación genética más cercana entre sí que con cualquier linaje no asiático, y juntos representan las principales ramas de la "ascendencia relacionada con Asia", que divergieron entre sí hace más de 40 mil años. Sin embargo, el linaje australasiático recibió mayor mezcla arcaica en la región de Oceanía, y también puede albergar pequeñas cantidades de mezcla "xOoA" de una dispersión humana anterior, que no contribuyó a ninguna otra población humana. Alternativamente, los australasianos pueden describirse como una mezcla casi igual entre una fuente "basal del este asiático" (representada por Tianyuan) y un linaje euroasiático oriental más profundo aún no muestreado.: 11 
Se pueden observar rastros de un linaje profundamente divergente de Eurasia Oriental no muestreado en el genoma de antiguos y modernos habitantes de la meseta tibetana. Mientras que los tibetanos modernos derivan mayormente su ascendencia de Asia nororiental (específicamente agricultores del río Amarillo), una contribución menor pero significativa proviene de una "población fantasma" local de Eurasia Oriental profundamente divergente, distinta de otros linajes profundamente divergentes como Ust'Ishim, Hoabinhiano/Onge o Tianyuan, representando la población paleolítica local de la Meseta Tibetana.
Linajes más profundos de Eurasia Oriental asociados al PIS (paleolítico superior inicial) han sido asociados con los restos del Hombre de Ust'-Ishim de Siberia, y los especímenes de Oase y cueva Bacho Kiro en el sureste de Europa, y representan migraciones tempranas hacia el interior, profundamente divergentes de todas las demás poblaciones de Eurasia Oriental. Estas poblaciones profundas de Eurasia Oriental no contribuyeron a las poblaciones euroasiáticas posteriores, excepto pequeñas contribuciones al espécimen de las cuevas de Goyet en Europa. La subestructura exacta y la relación entre estos linajes más profundos de Eurasia Oriental aún no están bien resueltas.